# جورج اشفیلد
جورج اشفیلد (انگلیسی: George Ashfield; ۷ آوریل ۱۹۳۴ – مارس ۱۹۸۵ (age 50)) بازیکن فوتبال اهل بریتانیا بود.
از باشگاه‌هایی که در آن بازی کرده‌است می‌توان به باشگاه فوتبال استوک‌پورت کانتی و باشگاه فوتبال استون ویلا اشاره کرد.